# ステッパー

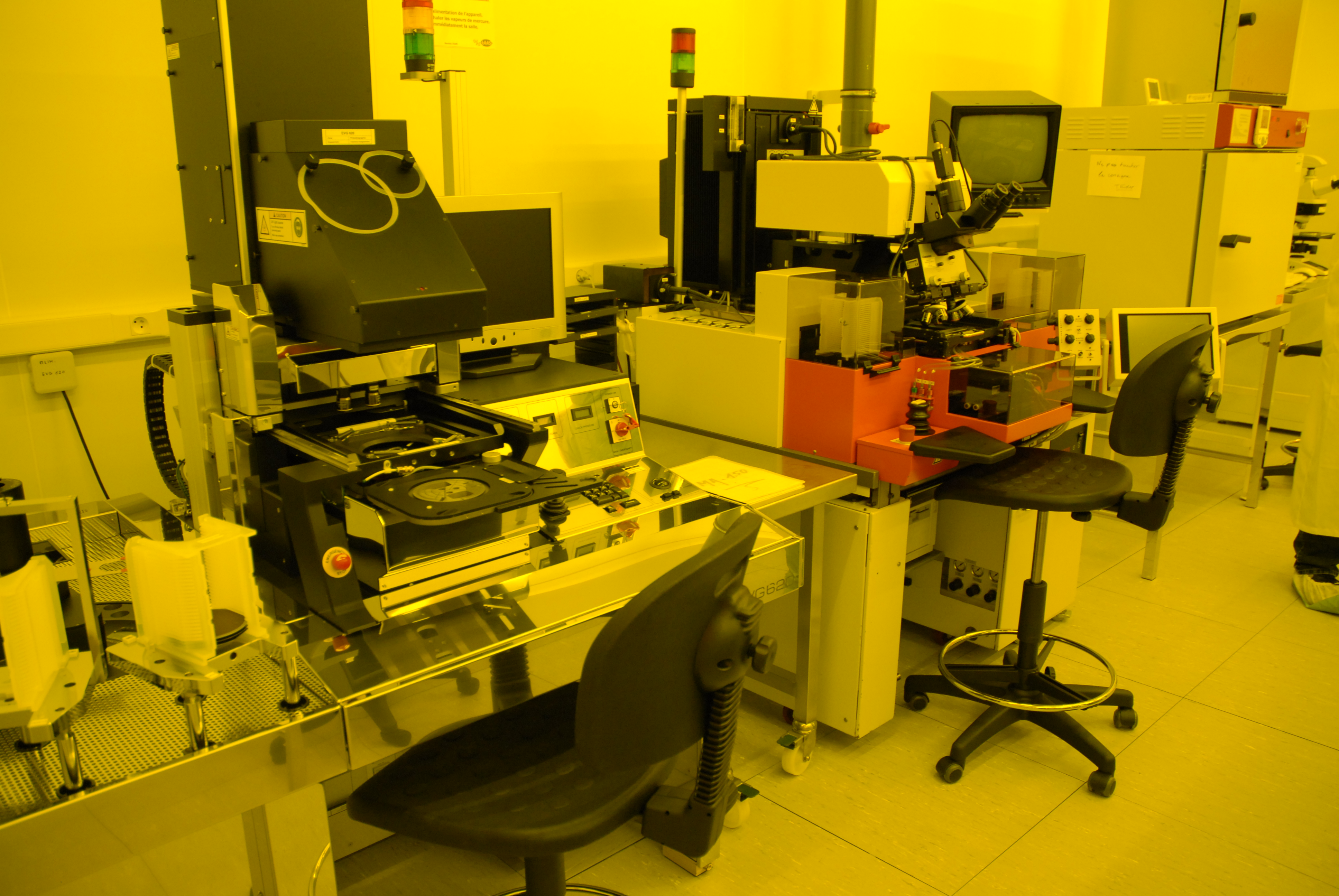
フランス解析制御技術研究所 (LAAS) に設置されたステッパー
左:EVG-620 右:MA-150
画像全体が黄色いのはセーフライトによる照明を行っているため。

ステッパー（英語: stepper）とは、半導体素子製造装置の一つで、縮小投影型露光装置のことである。シリコンなどのウェハーに回路を焼き付けるため、ウェハー上にレジストを塗布し、レチクルのパターンを投影レンズにより1/4から1/5に縮小して、ウェハー上を移動（ステップ）しながら投影露光する。1つの露光エリアを露光する際にレチクルとウェハと固定して露光する装置と、レチクルとウェハーを同時に動かして露光する装置とがある。前者を「アライナー」、後者を「スキャナー」と呼ぶことが多い。後者のタイプは特性の良いレンズ中心部分を使用して露光することができるので微細化に向いているが、レチクルとウェハーを精密に同期させて露光する必要があるため構造が複雑となり、装置の価格も高価である。また、近年の微細化に対応するために投影レンズとウェハーの間の空間を液体で満たす液浸という方式も実用化されている。なお、2019年現在、液浸には超純水が用いられている。液浸方式に於いては水のレジストへの影響を避けるためにトップコートと呼ばれる保護膜を塗布することが一般的である。トップコートの撥水性能が低いとステッパーの生産性を制約してしまうことから、薬液メーカによる撥水性能の開発競争が加速している。
なお、露光装置は要する精密制御技術、中核パーツである光学系と光源（レーザー）の技術（そして実は半導体全般）が軍事技術と深く繋がっているほど「史上最も精密な機械」、「兵器」とも言われる。一世を風靡したパーキンエルマー社の露光装置事業が米空軍の要請によって始まった経緯もあるし、今でも先端スキャナーの光源はワッセナー・アレンジメントで規制される。なので、戦前から存在する複数のメーカーが参加している現状はただの偶然ではない。
ステッパーの性能（最小線幅、単位時間毎の処理枚数）は半導体産業の競争力に直結するため、各社が鎬を削っている。

## 構造

### 光学系
分解能は波長に比例し、開口数に反比例する。このため光源には可視光より波長が短い紫外線（エキシマレーザー）が用いられ、光学系を構成するレンズには紫外線の透過率が高い合成石英やフッ化カルシウムなどが使用される。また、近年実用化されつつあるEUV(極端紫外線）露光装置の光学系には、レンズの代わりにMo/Si製のミラーが用いられている。（EUVはレンズを透過しないため。）

## スキャナー
|  |

近年の露光機はスキャンする形式になっている。スリットを通して露光しつつ、レチクルステージとウェハーステージを露光時に同時に互いに対向する方向に移動させることによって、（例えば9x25mmのスリットで35x25mmのエリアの露光ができる）分解能を維持した状態でより広い面積の露光を可能としている。
この方法による恩恵は、
1. 収差の平均化効果(露光レンズの光学的な特性をスリットの部分のみ最適化すれば良い)
2. より小さなレンズでの大露光面積の実現（一括露光の場合はレンズ直径に内接する四角形が露光エリアとなるのに対してスキャナーの場合は外接する四角形が露光エリアとなる）
3. 原理的により細かなフォーカス制御が可能な点

の他多岐に渡るため、現在では（ラフ工程用の廉価版を除き）ステッパーの主流となっている。
利点は多いが、露光時にレチクルとウェハーを同時に同じ比率で移動させる必要（同期制御）があり、実現へのハードルも高かった。

## 価格
ステッパーには扱う素材の高純度化・清浄維持・防振・短波長光学・微小計測など機械工学・制御工学・材料工学・光学など最先端の技術が投入されているため極めて高価で、そのため価格は試作用の小型機種でも数千万円、量産用のものでは数億円から数十億円に達する。2007年現在、最先端の液浸ステッパー装置は40億円から50億円程度であるとされ、半導体製造装置の中でも最も高価な装置である。

## 主なメーカー
レンズの設計・製造技術・設備が必要とされるため、老舗の光学機器メーカーがシェアを独占している。
- ASML - 光学系はカール・ツァイスが供給。
- ニコン
- キヤノン
- Ultratech - 米国で先進的なステッパーを開発しようとしたが撤退。

なおガラスに関してはカール・ツァイス、ニコン、キヤノンはオハラから供給を受けている。主な光源メーカーはアメリカのサイマーと日本のウシオ電機、ギガフォトンなど。

## シェア
2019年のステッパーの出荷額は9060億円で、出荷額ベースのシェアはASMLが81.2％、キヤノンが11.0％、ニコンが5.9％である。